# 恋羽みう
恋羽 みう（こはね みう、2月20日 - ）は、OSK日本歌劇団の元娘役スター。大阪府吹田市出身。A型。

## 略歴
- 2005年、NewOSK日本歌劇団研修所（当時）入所。第83期生。同期に楊琳、和紗くるみなど。

- 2007年、NewOSK日本歌劇団（当時）に首席入団。同年、大阪松竹座『春のおどり』で初舞台を踏む。同年、南座公演より結成された若手娘役によるユニット「チェリーガールズ」のメンバーに選抜された。

- 2011年、大阪市のゲストハウス「オ・セイリュウ」で行われたショー第２弾『ダンシング・ホロスコープ』で初主演[1]。

- 2013年のABCホール『SilverRose～天使の恋人～／The Festival』[2]、2016年の近鉄アート館・三越劇場『CRYSTAL PASSION 2016 ～情熱の結晶～』[3]など、若手劇団員が中心となる劇場公演でヒロインや娘役筆頭を務めたほか、OSK Revue Cafeでも主演を務めた。

- 2017年、大丸心斎橋劇場『ドラキュラ』をもって退団[4]。

- 2024年、OSK日本歌劇団 OG公演『Eternal Glory』より活動再開。

## 主な舞台
研修生時代
2006年
- 4月、大阪松竹座・名鉄ホール『第三回春のおどり　義経桜絵巻／ハッピーゲーム　人生は素晴らしいゲーム！』
- 9月、大阪松竹座『レビュー秋のおどり MOVE ON !!　なにわ祭り抄 躍る道頓堀／BE ON THE ROAD』
- 10月、世界館『秋のシンフォニー「愛と哀しみの国境線」』

2007年
- 3月、世界館『83期生卒業公演　VOYAGE!～ドレーク船長の夢～』- ジル役

入団後
2007年
- 4月、大阪松竹座『第四回レビュー春のおどり「桜咲く国2007・輝く未来へ」桜・舞・橋／桜ファンタジア』初舞台
- 6月、たかいし市民文化会館『お祭り行進曲／Rhythm & Dance』
- 7月、世界館『－煌く太陽、燃える太陽－ VIVA! OSK』- マフィア女役
- 10 - 11月、たけふ菊人形『こしの都 夢と情熱と華の物語 』
- 11月、京都南座『NewOSK レビュー in KYOTO　源氏千年夢絵巻 ロマンス／シャイニングOSK ベストセレクション』
- 12月、宇陀市文化会館『吉津たかし＆OSK日本歌劇団公演「KOKYO～吉津たかしふるさとへ～」』

2008年
- 1月、世界館『エトワール ～輝ける夢を抱いて～』
- 4月、大阪松竹座『第五回レビュー春のおどり「2008・春 いま、桜咲く」　お祝い道中 ～浪花ともあれ桜花爛漫～／Dream Step!』
- 6月、たかいし市民文化会館『OSK REVUE SHOW　Song for you～ミニライヴセレクション～／レヴュー・レヴュー』
- 7月、京都南座『レビュー in KYOTOⅡ　輪舞曲 ロンド 薫と浮舟／ミレニアム・ドリーム』
- 11月、世界館『Show Time ～世界館リバイバル公演～』

2009年
- 2月、メイシアター『雑居ビル狂想曲』- 速水真子役（外部出演）
- 3月、大阪松竹座『レビュー春のおどり　桜彦 翔る！～必ず戻る 恋と友情のために～／RUN＆RUN』
- 6月、ABCホール『Blue amber～揺れる琥珀のように～』- メリーベル役
- 7月、京都南座『レビュー in KYOTOⅢ　さくら颱風真夏の京も桜満開／DREAMS COME TRUE!』
- 8月、一心寺シアター倶楽『Dream Again!』- えり子役
- 10月、和歌山市民会館『劇団往来プロデュース公演「・・・もう一人の君に！～夏子～」』（外部出演）

2010年
- 1月、サンケイホールブリーゼ『真田幸村ミュージカル「YUKIMURAー我が心 炎の如くー」／Burning Heart』
- 4月、大阪松竹座『春のおどり桜彦　翔る！エピソードⅡ～黄泉へ 桜ふたたび～／JUMPING TOMORROW!』
- 5月、太閤園『縁あって乙女文楽～吉田光華の世界～』 （ゲスト出演）
- 5月、北國新聞赤羽ホール『劇団往来プロデュース公演「・・・もう一人の君に！～夏子～」』（外部出演）
- 7月、京都南座『レビュー in KYOTOⅣ　みやこ浪漫～RYOMA～／ダンシング・ラプソディ』
- 7月、上海国際博覧会 日本館イベントステージ『夢の旅人「NAKAMARO」』
- 9月、たかいし市民文化会館『Shining Parade』
- 10 - 11月、たけふ菊人形『龍馬の夢 ／Love Force』
- 12月、大阪国際交流センター『女帝を愛した男～ポチョムキンとエカテリーナ～』- エリザヴェータ役

2011年
- 4月、大阪松竹座『春のおどり　～繚乱～ さくら桜サクラ／STARS LEGEND ～DANCE DANCE DANCE～』
- 5月、一心寺シアター倶楽『真田幸村 ～夢・燃ゆる～』
- 5月、一心寺シアター倶楽・北國新聞赤羽ホール『Burn The Passion』
- 7月、京都南座『虹のおどり　安土ロマネスク～チョウサ ヤレヤレ チョウヤレ マッセ～／MIDSUMMER STEP ～リズム饗宴～』
- 8月、世界館『OSK Young Generation Performance 2011「Fresh Soda Balloon」』[5]
- 9月、三越劇場『桜NIPPON・踊るOSK! ～レビュー・ザ・クラシック～』
- 10月、大丸心斎橋劇場『心斎橋らぷそでぃ』- ユカリ／榎木美鈴役
- 12 - 2012年2月、オ・セイリュウ『OSKショー第２弾「ダンシング・ホロスコープ」』 初主演[1]

2012年
- 4月、大阪松竹座『レビュー春のおどり　桜舞う九重に～浪花の春にいざ舞わん～／GLORIOUS OSK～リズム・コレクション～』 [6]
- 5月、オ・セイリュウ『スターライト・ホロスコープ』  主演
- 7月、京都南座『レビュー in Kyoto　ラブ・メルヘン シンデレラ・パリ／グラン・ジュテ ～今・私たちは跳ぶ～』- 妖精ルル役[7]
- 9月、三越劇場『レビュー The JUJU ～Bliss～』[8]
- 10 - 11月、たけふ菊人形『盛疾風伝 大いなる武士／DIAMANTE』

2013年
- 2月、なんばHatch『熱烈歌劇2013 ～歌劇のススメ～』
- 4月、日生劇場・大阪松竹座『春のおどり～桜咲く国　桜絵草紙／Catch a Chance Catch a Dream』
- 5月、ABCホール『SilverRose～天使の恋人～／The Festival』 劇場公演初ヒロイン[2]
- 8月、京都南座『レビュー in Kyoto　Love Traveler～幻の蝶を追って～／ネクステージ～夢を叶えるSong＆Dance～』[9]
- 10 - 11月、たけふ菊人形『武生の鼓太郎～愛と友情のレジスタンス～／Wrapping! Clapping!』 [10]
- 12月、高槻現代劇場『義の人～高山右近伝～／Wrapping! Clapping!』[11]

2014年
- 1月、たかいし市民文化会館『羽衣天女伝説～愛は時代を超えて～／Wrapping! Clapping!』[12]
- 5月、大阪松竹座『レビュー春のおどり　桜花抄／Au Soleil ～太陽に向かって』[13][14]
- 6・9 - 11月、オ・セイリュウ『HEART BEAT ～鼓動～』主演[注釈 1][15]
- 8月、新橋演舞場『レビュー夏のおどり　桜花抄／Au Soleil ～太陽に向かって』[16]

2015年
- 2月、近鉄アート館『That’s DANCIN’「Crystal passion～情熱の結晶～」』[17]
- 4月、大阪ドーンセンター『狸御殿 ―HARU RANMAN－』[18]
- 6月、大阪松竹座『レビュー春のおどり　道頓堀開削400年「浪花今昔門出賑」／Stormy Weather』
- 7月、上樵木町ボウデパール・セントラファエロ教会『OSK Revue Cafe』[19]
- 8 - 9月、先斗町歌舞練場・三越劇場『Crystal passion～情熱の結晶～　若さま隠密道中～若狭之介参上～／I’ve got Jazz』[20]
- 11月、京都南座『OSKレビュー in Kyoto　浪花今昔門出賑／Stormy Weather』[21]

2016年
- 3月、大阪ビジネスパーク円形ホール『狸御殿 ―HARU RANMAN―  狸吉郎勝舞編』[22]
- 5月、大阪松竹座『レビュー春のおどり　花の夢 恋は満開／Take the beat!』[23]
- 6月、セントラファエロ教会『PRECIOUS STONES in OSK Revue Cafe　Blood Ruby』
- 7月、新橋演舞場『レビュー夏のおどり　花の夢 恋は満開／Take the beat!』[24]
- 8・9月、近鉄アート館・三越劇場『CRYSTAL PASSION 2016 ～情熱の結晶～　Higher ～空へ～／BLACK AND GOLD』 娘役筆頭[3]
- 12月、レストランローズガーデン『OSK Revue Cafe　Sweet Alyssum』 主演[25]

2017年
- 1 - 2月、レストランローズガーデン『OSK Revue Cafe　HAPPINESS』 娘役筆頭[26]
- 4月、近鉄アート館『Precious Stones　JASPER～ジャスパー～』 娘役筆頭[27]
- 6月、大阪松竹座『レビュー春のおどり　桜鏡 ～夢幻義経譚～／Brilliant Wave ～100年への鼓動～ 』
- 8月、新橋演舞場『レビュー夏のおどり　桜鏡 ～夢幻義経譚～／Brilliant Wave ～100年への鼓動～ 』
- 11月、大丸心斎橋劇場『Dracula ドラキュラ』- ミーナ役 ヒロイン＊退団公演[4][28]

### 出演イベント
- 2007年4月、とんぼりリバーウォーク『とんぼり桜まつり』
- 2007年5月、夢ステージin布施『東大阪市民「ふれあいまつり」』
- 2008年2月、堂島ホテル『Valentine Dinner Show ～甘い夢のひとときを～』
- 2008年7月、ベルファ都島『夏祭り』（OSKミニステージ）
- 2008年11月、大阪リバークルーズショー『桜花 昇ぼる　2夜連続出演 大阪リバークルーズショー』
- 2008年11月、ルシアスステージ『レビューショー＆クリスマスツリー点灯式』
- 2008年12月、いかるがホール『桜花昇ぼる オンステージ いかるがジョイフルコンサート』
- 2009年4月、京セラドーム大阪『オリックス・バファローズ本拠地 開幕セレモニー「国歌斉唱」』
- 2009年5月、インテックス大阪『食博覧会・大阪（ステージ）』
- 2009年5月、御堂筋オープンフェスタ2009ダンスゾーン「御堂筋みなこいグランプリ」
- 2009年9月、サンドーム福井『丹南産業フェア2009』
- 2009年11月、ニュージャパンメンバーズクラブ『The Party 2～Gold Autumn Delight～』
- 2010年4月、宝積寺『大厄除追儺式(鬼くすべ)』 （ゲスト参加）
- 2010年6月、ルシアスステージ『オンステージ』
- 2011年1月、いかるがホール『SONG FOR YOU 2011』
- 2011年2月、心斎橋クラブクアトロ『桐生麻耶ライブ「Lantana」』
- 2012年4月、大阪松竹座『創立90周年感謝の夕べ ～夢の絆～』
- 2012年5月、住吉区民センター『大阪すみれチャリティ「見て聴いて こころほほえむコンサート」』
- 2012年8月、平城宮跡にぎわいステージ『平城京天平祭☆夏２０１２「仲麻呂～夢の旅人～」』
- 2012年12月、東京會舘『クリスマスディナーショー「HEART JACK」』
- 2012年12月、京都東急ホテル『ディナーショー「HEART JACK」』
- 2014年1月、いかるがホール『SONG FOR YOU 2014』
- 2014年10月、史跡 難波宮跡『中秋名月祭 大阪2014 ミニレビューショー』
- 2016年2月、ザ・プリンス パークタワー東京『高世麻央バレンタインショー』
- 2016年2月、ビルボードライブ大阪『高世麻央バレンタインショー』
- 2017年3月、BOAT RACE びわこ『ミニレビューショー』
- 2017年4月、インテックス大阪会場内UTAGE館『’17食博覧会・大阪（サンセットBチーム）』
- 2017年11月、御堂筋オータムパーティ2017「御堂筋ランウェイ」

## OSK日本歌劇団退団後の主な活動

### 舞台
- 2024年5月、大阪松竹座『OSK日本歌劇団 OG公演「Eternal Glory」』[29]
- 2025年5月、大阪松竹座『OSK日本歌劇団 OG公演「Forever Dream」』[30][31]